# Gina Miles
Gina Miles (San Francisco, 27 de noviembre de 1973) es una jinete estadounidense que compitió en la modalidad de concurso completo.
Participó en los Juegos Olímpicos de Pekín 2008, obteniendo una medalla de plata en la prueba individual. Ganó dos medallas en los Juegos Panamericanos de 2007, oro por equipo y bronce individual.

## Palmarés internacional
| Juegos Olímpicos     | Juegos Olímpicos        | Juegos Olímpicos  | Juegos Olímpicos |
| Año                  | Lugar                   | Medalla           | Categoría        |
| -------------------- | ----------------------- | ----------------- | ---------------- |
| 2008                 | Hong Kong (China)       | Medalla de plata  | Individual       |
| Juegos Panamericanos |                         |                   |                  |
| Año                  | Lugar                   | Medalla           | Categoría        |
| 2007                 | Río de Janeiro (Brasil) | Medalla de oro    | Por equipos      |
| 2007                 | Río de Janeiro (Brasil) | Medalla de bronce | Individual       |